# 더부신경장애
더부신경장애(accessory nerve disorder) 또는 척수더부신경 마비(spinal accessory nerve palsy)는 더부신경의 손상으로 인해 목빗근과 등세모근 위쪽 부분의 기능이 감소하거나 사라지는 질환이다.

## 증상 및 징후

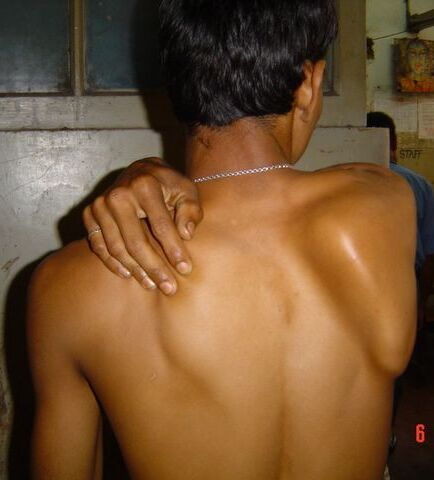
오른쪽 어깨뼈에 발생한 날개어깨뼈

척수더부신경이 마비된 환자는 종종 근육 중량 감소, 근섬유다발수축, 목빗근과 등세모근의 부분적 마비와 같은 아래운동신경세포 병변의 징후를 나타낸다. 목빗근에 분포하는 신경 공급이 방해되면 목이 비대칭적으로 보일 수 있으며, 등세모근이 약화되면 어깨가 축 처지거나 날개어깨뼈와 같은 질환, 혹은 어깨를 올리는 작용이 약해질 수 있다.

## 원인
의료 절차 도중 척수더부신경이 손상되는 것이 가장 흔한 원인이다. 특히 근치적 경부 절제술이나 목의 림프절 생검은 척수더부신경을 손상시키는 가장 흔한 수술적 의료 행위이다. 척수더부신경이 손상된 것을 빨리 발견하지 못하면 문제가 악화될 수 있으므로 최대한 빨리 개입해야 더 좋은 결과를 얻을 수 있다.

## 진단
병력과 신체검사를 통해 진단을 시작하며 확진을 위해 근전도 검사나 신경 검사를 시행할 수 있다. 고해상도 초음파(HRUS) 검사는 검사 목표인 신경을 확인하고 신경 주변의 구조물을 잘 보이게 하는 데에 사용된다. 초음파 검사는 근육이 위축되었는지 확인하는 데에도 도움이 된다.

## 치료
수술 중 (외과의에 의해 발생한 경우 등의) 의원성 더부신경 손상을 발견했을 때 다양한 치료의 선택지가 있다. 예를 들어 기능적 경부 절제술 도중 더부신경이 손상되었다면 외과의는 즉시 등세모근에 추가적인 신경으로 분포하는 C2, C3, C4 척수신경의 가지들을 조심스럽게 보존해야 한다. 수술 이후의 의료 행위도 수술 중 의료 행위를 대신하거나, 의료 중 행위에 추가되어 손상된 더부신경 기능을 회복하는 데에 도움이 될 수 있다. 예를 들어 에덴-랑게 처치은 기능적으로 어깨 근육들을 남기면서 수술로 위치를 바꾸는 의료적 처치로 등세모근 마비 치료에 유용하다.